# Дом здравља Требиње
Дом здравља Требиње је здравствени центар примарне здравствене заштите у Републици Српској,  Босна и Херцеговина, по организационој и кадровској структури, мрежи објеката и опремљености. 

## Историја
Дом здравља Требиње основан је 1994. године када су од Медицинског центра Требиње (основаног 1966. године) формиране три нзависне здравствене установе: Дом здравља Требиње, Општа болница Требиње и Апотека Требиње са заједничким дијагностичким службама (лабораторија и рендген), које су своје активности обављале у склопу Опште болнице Требиње, за обе здравствене установе.
Због бројних административних пробелема, након започете реформа од 1998. године, примарног здравства у Републици Српској, по моделу породичне медицине Дом здравља у Требињу је до 2007. године стагнирао и назадовао.
Почетком марта 2007. године Дома здравља је реорганизован и почео је да ради по моделу породичне медицине. Извршена је регистрација грађана и формирано 14 тимова породичне медицине, који су смештени у 7 амбуланти са радом у две смене.  Од те године тимове породичне медицине прати и подршка Службе за хитну медицинску помоћ,  консултативно-специјалистичких амбуланти (гинекологија, педијатрија), центара за ментално здравље и физикалну рехабилитацију те стоматолошке и 
хигијенско-епидемиолошке службе.

## Организација
Све активности Дом здравља Требиње обављају  у оквирима две основне организационе јединице: Служба за медицинске за немедицинске послове, које се састоје из следећих служби:

### Служба за медицинске послове
Служба за медицинске послове, као основна  организациона јединица, имју следеће организационе целине: 
- Службу за хитну медицинску помоћ и хитни санитетски превоз;
- Службу породичне медицине, са 8 амбуланти које раде у две смене
- Амбуланту за специјалистичке консултације из гинекологије
- Амбуланту за специјалистичке консултације из педијатрије
- Службу за стоматолошку здравствену заштиту (превентивна и дјечија, односно општа стоматологија, стоматолошка лабораторија)
- Центар за физикалну рехабилитацију у заједници
- Центар за заштиту менталног здравља
- Хигијенско епидемиолошка служба
- Служба снабдиевања лековима и медицинским средствима

### Служба за немедицинске послове
Служба за немедицинске послове, има следеће организационе јединице:
- Кабинет директора
- Службу за правне, опште и кадровске послове
- Службу за економско-аналитичке и финансијске послове
- Службу за увођење, праћење и побољшање квалитета и сигурности здравствених услуга